# Wilhelm Bauer (General)
Wilhelm Karl Bauer (* 21. April 1819 in Hersfeld; † 22. August 1890 in Stettin) war ein preußischer Generalmajor.

## Leben

### Herkunft
Wilhelm war ein Sohn des kurhessischen Generalleutnants Philipp Bauer (1775–1851) und dessen Ehefrau Henriette, geborene von Lengerke (1790–1875). Seine Brüder Karl (1816–1896) und Georg (1823–1903) wurden ebenfalls preußische Generalmajore.

### Militärkarriere
Bauer besuchte das Gymnasium und das Kadettenhaus in Kassel. Am 23. Dezember 1838 wurde er dem 2. Infanterie-Regiment der Kurhessischen Armee überwiesen und avancierte Ende Mai 1839 zum Sekondeleutnant. Von Mitte November 1843 bis Anfang Juli 1846 war Bauer im 1. (Leib)Infanterie-Regiment tätig. Anschließend erfolgte seine Rückversetzung in das 2. Infanterie-Regiment und von Ende Oktober 1847 bis Ende August 1849 eine Verwendung als Adjutant des II. Bataillons. In dieser Eigenschaft nahm Bauer 1849 während des Feldzuges gegen Dänemark an den Gefechten bei Alnoer und Düppel teil. Er stieg Mitte August 1849 zum aggregierten Premierleutnant auf, wurde Ende Mai 1850 in das Regiment einrangiert und am 10. April 1854 erneut in das 1. Infanterie-Regiment „Kurfürst“ versetzt. Als Hauptmann erfolgte Ende April 1857 seine Ernennung zum Kompaniechef und in dieser Eigenschaft kam Bauer am 5. Januar 1862 zum Schützen-Bataillon.
Nach dem verlorenen Krieg gegen Preußen und der Annexion des Kurfürstentums trat Bauer am 30. Oktober 1866 in die Preußische Armee über und wurde dem 1. Westpreußischen Grenadier-Regiment Nr. 6 aggregiert. Nach seiner Beförderung zum Major erhielt er am 25. September 1867 das Kommando über das in Posen stationierte II. Bataillon. Bauer führte sein Bataillon 1870/71 im Krieg gegen Frankreich bei Weißenburg und Wörth, vor Paris und am Mont Valérien. Während der Schlacht bei Sedan wurde er schwer verwundet. Ausgezeichnet mit beiden Klassen des Eisernen Kreuzes wurde er nach dem Friedensschluss am 18. November 1871 Kommandeur des Füsilier-Bataillons und am 18. Januar 1872 zum Oberstleutnant. Infolge seiner bei Sedan erlittenen Verwundung war Bauer nicht mehr feldverwendungsfähig. Er wurde daher am 18. Juni 1874 unter Verleihung des Charakters als Oberst mit Pension zur Disposition gestellt und zum Kommandeur des Landwehrbezirks Stettin ernannt. Bauer erhielt am 19. Mai 1882 das Patent zu seinem Dienstgrad und Mitte Dezember 1888 den Kronen-Orden II. Klasse mit der Zahl „50“. Unter Verleihung des Charakters als Generalmajor wurde er am 15. Oktober 1889 von seiner Stellung entbunden.

### Familie
Bauer verheiratete sich mit Marie d´Orville (1824–1862). Nach ihrem frühen Tod ehelichte er am 18. Oktober 1867 in Glogau Elisabeth Rath (* 1834). Aus der Ehe gingen drei Söhne hervor, die am 18. Januar 1901 durch Kaiser Wilhelm II. in den erblichen preußischen Adelsstand erhoben wurden:
- Arnold (1855–1936), preußischer Generalleutnant ⚭ 1899 Thea Gräfin von Wachtmeister (* 1859), verwitwete von Falkenhayn
- Philipp (* 1857), preußischer Major ⚭ 1900 Maria Michel (* 1874)
- Max (* 1868), preußischer Oberleutnant